# 摸乳巷

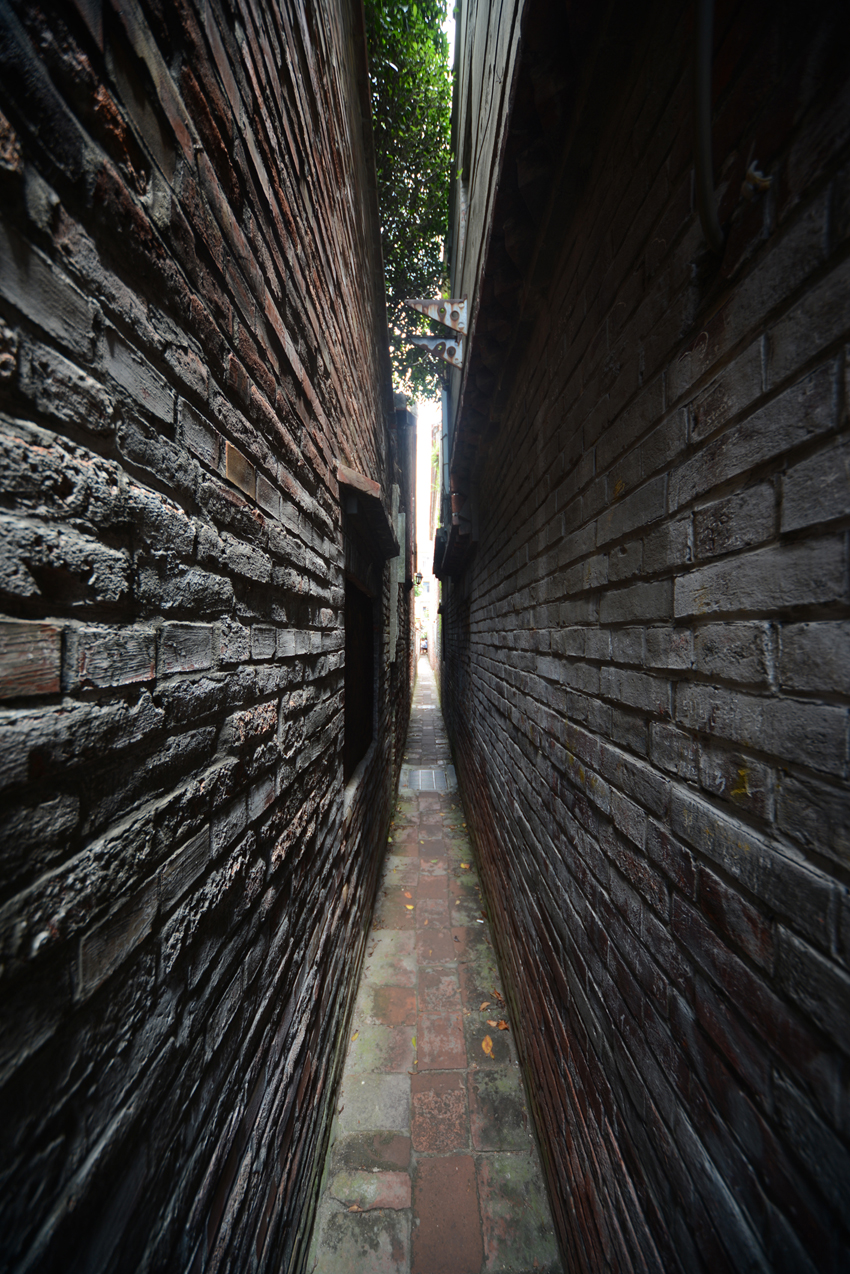
摸奶巷的巷子內

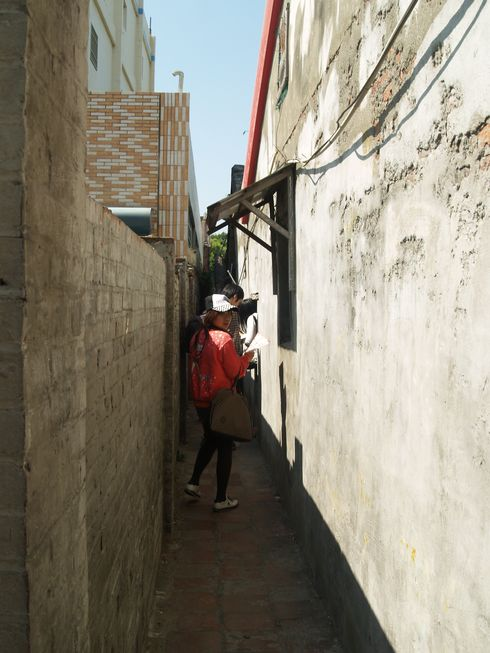
摸奶巷的巷子內

24°3′6″N 120°25′56″E / 24.05167°N 120.43222°E
摸奶巷，又稱摸乳巷、摸鳥巷、摸蛋巷，是指一條位於臺灣彰化縣鹿港鎮菜園里菜園路38號與40號間的長巷，位於鹿港市區的西南端。
清朝時期，摸奶巷原為居民排放污水至舊港溝的水溝，於日治時期才將其水溝加設紅磚與水溝蓋，漸而形成現今的通道。

## 名字來歷
說法一
男女在巷內反方向相遇，由於巷道極為狹小，雙方必須側身才能通過，因為女方胸部突出，當男女交錯而過時，男方很容易會碰觸到女方的胸部，但君子會盡量避免，故名「君子巷」，但對女方來說則是「護胸巷」，而一般人則戲稱之為「摸奶巷」。
說法二
日治時代，此巷為菜園里之頂菜園與廈菜園的前後居民經常走的捷徑，常因經過此巷會觸碰到對方胸部，因此戲稱此巷為摸奶巷。
說法三
古時人們有重男輕女的觀念，大多希望能夠生子，日有所思、夜有所夢，摸奶巷道狹長，有如夜夢般冗長，於是稱為「夢麟巷」（夢麟巷另一由來：古時人們均夢想喜獲麟兒，故將此巷取為夢麟巷），又因「夢麟巷」與「摸奶巷」台語諧音聽起來相像，時間一久便稱為「摸奶巷」。

## 概況
摸奶巷歷史約200年，是相鄰的兩座長形房屋的排水溝加蓋的長巷，巷長約80公尺，最窄處約70公分。
因鹿港長屋狹長，巷內也有數處的小門可由巷中進出，通達兩側長屋之中庭及後院。
摸奶巷在台灣有知名度，是因為民國65年（1976年）開始的中視《蓬萊仙島》節目民俗專題系列報導，介紹鹿港各景點時才因此聲名大噪。
民國73年（1984年），導演王重光來到此地編導成一部戒嚴時期的電影《鹿港摸乳巷》，於民國74年（1985年）上映後更是家戶喻曉。
摸奶巷兩側房屋僅菜園路38號為舊磚造2層建築，其餘為1層磚造。

## 爭議
由於當今性別平等主義者及女性主義者之信仰因素，摸奶巷一詞被部份女權人士認為「有歧視女性及物化女性之嫌」。因此，其部份人士認為，將巷名更名為二尺巷或一線天較文雅。